# Ottaviano Petrucci

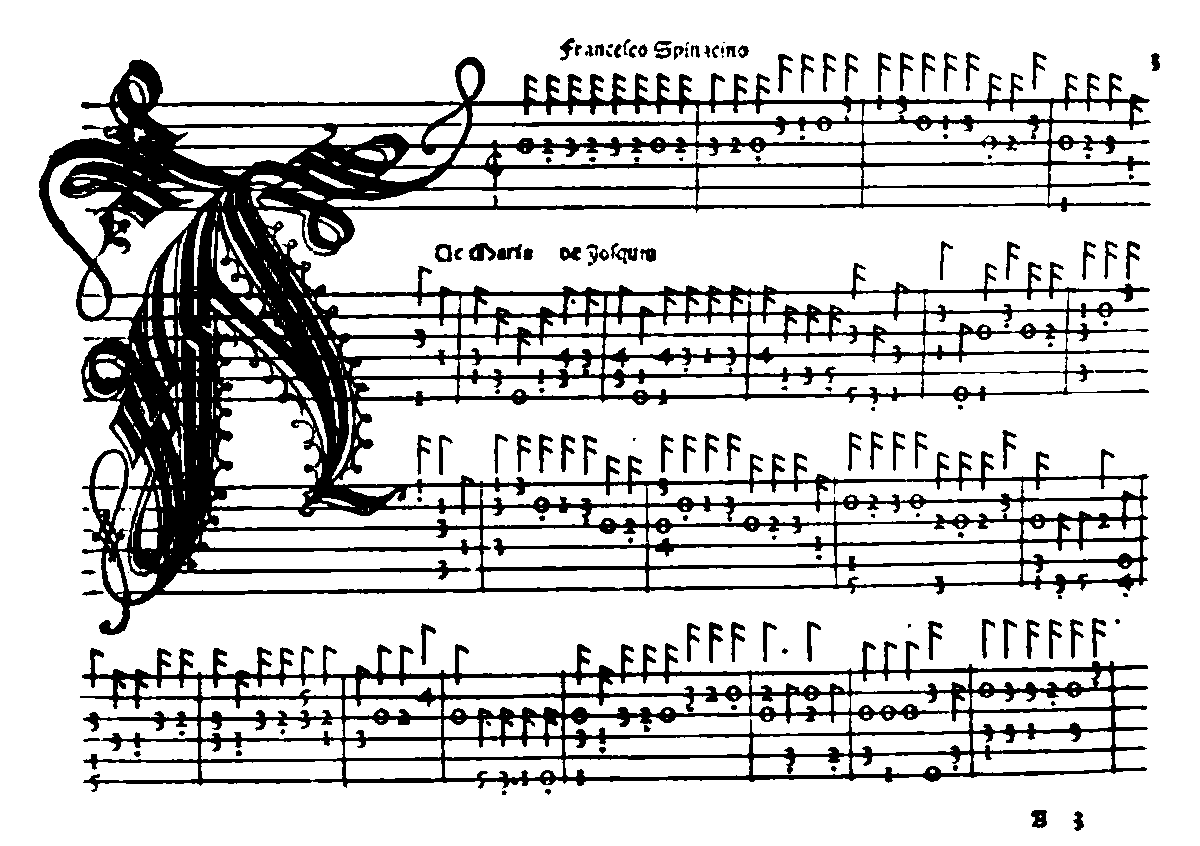
Pierwsza stronaIntabolatura de lauto libro primo (1507) Francesco Spinacino w wydaniu Ottaviana Petrucciego

Ottaviano Petrucci (ur. 18 czerwca 1466, zm. 7 maja 1539 r.) – włoski wydawca i drukarz. Przypisuje mu się wydanie w 1501 roku pierwszego drukowanego ruchomą czcionką zbioru muzycznego – Harmonice Musices Odhecaton, w którym zawarł kolekcję chanson. Wydał także liczne utwory najbardziej poważanych kompozytorów renesansu, wśród nich m.in. Josquina des Prés.
W sumie zachowało się 61 publikacji Petrucciego.